# 维托里奥·赫斯勒

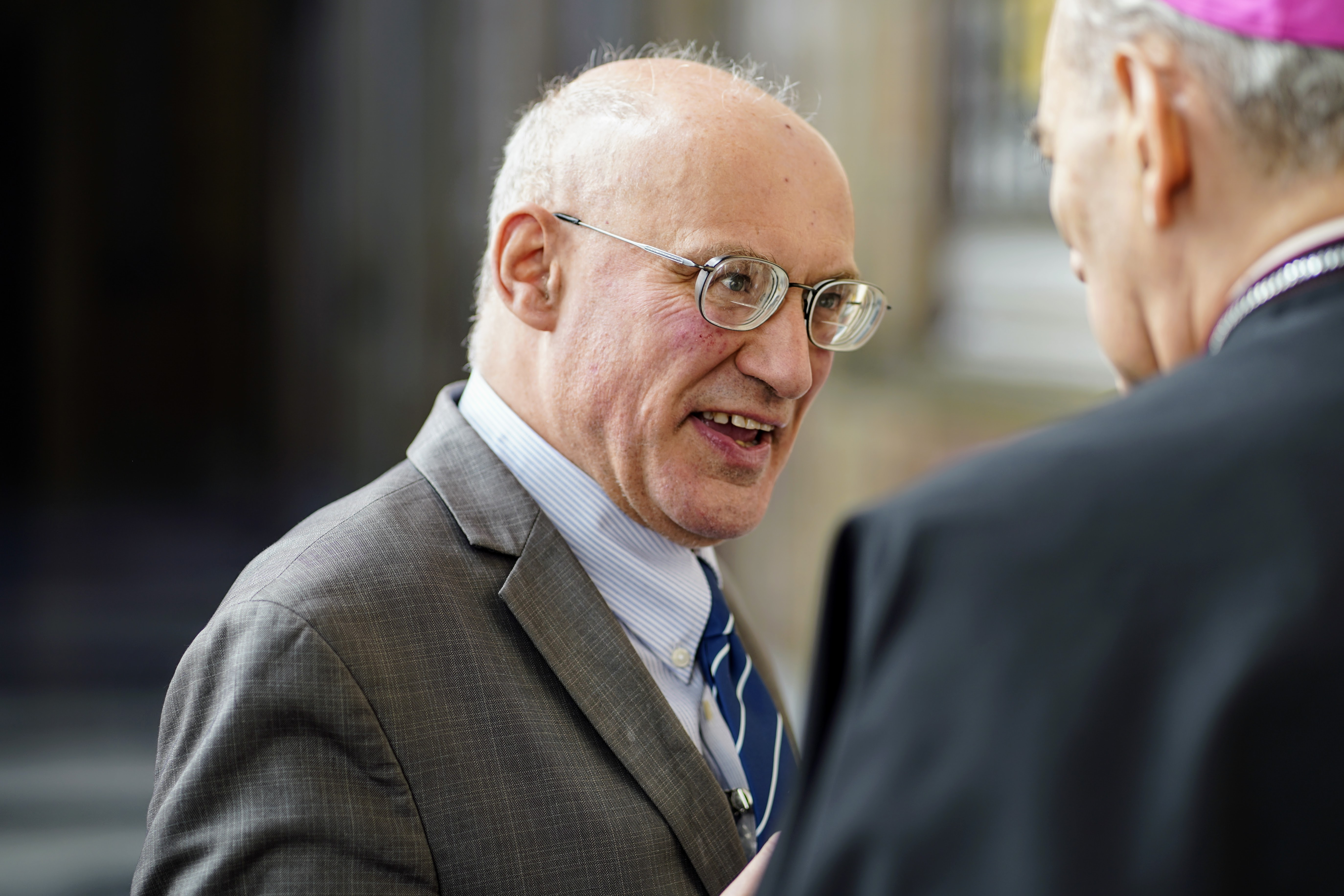
Vittorio Hösle at the Vatican in 2020

维托里奥·赫斯勒（Vittorio Hösle, 1960年6月25日—）是一位出生于意大利的德国哲学家。著作包括《黑格尔的体系》（Hegels System，1987），《道德与政治》（Moral und Politik，1997，在2004年被译为英文版Morals and Politics），和《哲学对话》（Der philosophische Dialog，2006）。
他1999年来到美国圣母大学任教，是Paul Kimball人文教授（同时受聘于德语系、哲学系和政治学系）。2008年，他成为圣母大学高等研究院的创始院长。

## 学术生涯
赫斯勒21岁凭借他对“黑格尔体系”的研究在蒂宾根大学获得了博士学位，并且25岁获得了特许任教资格。由于他如此年轻就获得这些成绩，所以他被称为“神童”和“哲学界的鲍里斯·贝克尔”。
截止2009年7月，赫斯勒用至少十六种语言写作并编订了三十二本著作，并且著写了超过了125篇文章。在欧洲，他“因为成为了两部在全欧洲甚至韩国的电视台上映纪录片的主角而获得盛名”。在2013年8月6日，方济各（教宗）任命他为教皇社会科学院的常任成员。
赫斯勒自己保守估计能够用至少十七种不同的语言交流，包括德语、意大利语、英语、西班牙语、俄罗斯语，挪威语和法语；能够用拉丁语、希腊语、梵语、巴利语、阿维斯陀语、葡萄牙语、加泰罗尼亚语、现代希腊语、瑞典语和丹麦语进行阅读和翻译。

## 《道德与政治》
赫斯勒的代表作是他那本超过1000多页的巨著《道德与政治》（在2004年被译为英文）。在这本书当中，他宣称给出了“一个全景，在这个全景之下涵盖了在制定道德政策时不得不用到的所有知识，其间涉及了外交政策、国内政策、经济、生态等等不同政治领域”。为此，它为伦理与政治之间关系给出了一个规范性基础，这一基础就是一种关于政治哲学之对象（包括人类学、社会学、美德、力量的原则，和国家理论）的描述性理论，而他把适用于二十一世纪的“任何一种具体的政治伦理”都追溯到道德与政治这二者之上。
《道德与政治》试图克服政治与道德之间的完全分离，这一完全分离肇始于马基雅维利，登峰造极于卡尔·施密特。赫斯勒证明，唯有客观的道德理性本身能够对在政治领域中过度的道德主义进行批判，因为“唯有对道德的自我限制，而不是由外在于道德的东西对它的限制，才可以被严肃地对待——因为在道德判断的法庭之前，这一种外在的东西自身将会不得不出现”。
赫斯勒并不只是为普遍主义而辩护，而且还强调了基督教中普遍主义的伦理意识提升对于道德进步是必不可少的。赫斯勒说明，他最为关注的是，“在我们所面对的历史大变局当中，我们并没有否弃现代性中的自我毁灭的方面，而是恰恰否弃了它的普遍主义。”赫斯勒相信，卡尔·施密特与在他之前的弗里德里希·尼采、纳粹主义的相关运动一道，给我提供了“人为的返祖”的范本，因为他们在完成他们的历史探索之后，都试图拒绝普遍主义的观念。他们所做的这种拒绝最终导致了粗劣的力量实证主义，而不是对传统的、前现代文化的简单认同，虽然后者恰恰是这种“反启蒙”理论的表面意图。
赫斯勒为伦理普遍主义和现代国家的许多最近的成就——比如“关于人权的国际编撰”——做出了辩护。他也证明了，为人权提供支持的世界观基础“越来越受到侵蚀”，因此关于二十世纪的政治大变局绝不是“像它表面所看起来的那样只属于过去”。赫斯勒对一些现代的荒悖之处——比如在意识中失去了超越的视野——做出了挑战。他证明了，对经济发展的过度聚焦和不断扩张的消费使我们的需求快速增长，以至于让我们最终无法感到满足。而这又会导致人们只关注自己，丧失博爱的情感，且在生态方面需要更多，以至于不足以为子孙后代以及所有民族留存必要的资源。赫斯勒把由晚近的福利国家所奉行的现代自由资本主义看作是一种有意义的道德成就，因为它能够有效地进行生产且分配成果。赫斯勒认为，在决定以何种手段防止在社会上出现过多反对派这个过程中，这些在经济领域限制道德主义的道德考量（约翰·罗尔斯的区别原则并不能在经济领域当中无限有效）以及经济学家的专业知识是十分必要的。

## 哲学信念
赫斯勒自己的哲学把“客观观念论”与一种主体间性的理论相联系。以这种方式，他试图把柏拉图和黑格尔的传统观念论哲学与由卡尔-奥托·阿佩尔发展出来的先验语用学联系起来。赫斯勒自命在试图复活“客观观念论”：“这种信
念——即我们可以先天综合知识以及这种知识发现了某种独立于我们心灵之外的东西——对于实践哲学来说是特别重要的。它奠定了名为‘道德实在论’的立场：虽然道德律既不是一种生理的或者心理的或社会的事实，然而它却从属于一个理想的领域，它部分地决定了现实的（生理的、心理的、社会的）存在的结构”。
赫斯勒相信，他的进路与19世纪三十年代后黑格尔哲学兴起之后的西方哲学主流，特别是在20世纪六十年代兴起的、“席卷欧洲的、过于批判性的思维”浪潮中的西方哲学主流，背道而驰。在《客观观念论，伦理学和政治学》（1998）的第一篇文章“客观观念论的基本问题”当中，赫斯勒介绍了为被他批判为我们时代时常未受挑战的相对主义假定提供支持的许多理论基础。他很大程度上通过反思或先验的推理——即对一切理由和说法的必要前提加以反思——来立论。虽然赫斯勒所给出的理论选择很大程度上是柏拉图式和黑格尔式的，但是他的实践哲学可以被描述为是一种改良版的康德主义，并且在同一卷中的第二篇文章“康德实践哲学的伟大之处与局限”当中，这一倾向得到了发展。在那里，赫斯勒证明了，康德的基于先天综合之上的自律、理性主义以及普遍主义的立场依旧是未被超越的和不可或缺的成就。但是，赫斯勒承认，康德有其失误之处：他对情感之培养这个层面有所忽视，他的进路也太过于形式主义，即它忽视了情境中对具体知识的需求，并且错误地否认了对本身不从属于客观道德律的东西进行道德强迫的可能性。

## 主要作品
“Cicero’s Plato.” Wiener Studien 121 (2008): 145-170.
Darwinism and Philosophy (co-edited with Christian Illies). Notre Dame: University of Notre Dame Press, 2005.
"Did the Greeks Deliberately Use the Golden Ratio in an Artwork? A Hermeneutical Reflection." La Parola del Passato 362 (2009): 415-26.
“The Idea of a Rationalistic Philosophy of Religion and Its Challenges.” Jahrbuch für Religionsphilosophie 6 (2007): 159-181
Hegels System: Der Idealismus der Subjektivität und das Problem der Intersubjektivität. [Hegel’s System: The Idealism of Subjectivity and the Problem of Intersubjectivity.] 2 volumes. Hamburg: Felix Meiner Verlag, 1987. 2nd edition, 1998.
“Interpreting Philosophical Dialogues.” Antike und Abendland 48 (2002): 68-90.
“Is There Progress in the History of Philosophy?” In Hegel’s History of Philosophy, ed. D. A. Duquette, 185-204. Albany, NY: SUNY Press, 2003.
“The Lost Prodigal Son’s Corporal Works of Mercy and the Bridegroom’s Wedding: The Religious Subtext of Charles Dickens’ Great Expectations.” Anglia 126 (2008): 477-502.
"Moral und Politk: Grundlagen einer Politischen Ethik fuer das 21. Jahrhundert." Munich: Beck, 1997. "Morals and Politics," trans. Steven Rendall. Notre Dame: Notre Dame University Press, 2004.
Objective Idealism, Ethics and Politics. Notre Dame: University of Notre Dame Press, 1998.
Platon interpretieren. Paderborn: Ferdinand Schöningh, 2004.
Der philosophische Dialog: Eine Poetik und Hermeneutik. [The Philosophical Dialogue: A Poetic and Hermeneutical Theory.] München: C. H. Beck Verlag, 2006.
“Philosophy and its Languages: A Philosopher’s Reflections on the Rise of English as Universal Academic Language.” In The Contest of Languages, ed. M.Bloomer, 245-62. Notre Dame: University of Notre Dame Press, 2005.
Philosophie der ökologischen Krise: Moskauer Vorträge. [Philosophy of the Ecological Crisis: Moscow Lectures.] München: C.H.Beck, 1991.
“Vico’s Age of Heroes and the Age of Men in John Ford’s Film The Man Who Shot Liberty Valance” (co-authored with Mark Roche). Clio 23 (1994): 131-147.“Vico und die Idee der Kulturwissenschaft” [“Vico and the Idea of Cultural Science.”] Introduction to Giambattista Vico, Prinzipien einer neuen Wissenschaft über die gemeinsame Natur der Völker [Principles of a New Science concerning the Common Nature of Peoples.] Ed. and trans. Hösle and Ch. Jermann. 2 volumes. Hamburg: Felix Meiner Verlag, 1990.
Woody Allen: An Essay on the Nature of the Comical. Notre Dame: University of Notre Dame Press, 2007.